# Burnside (Wisconsin)
Burnside – miasto w Stanach Zjednoczonych, w stanie Wisconsin, w hrabstwie Trempealeau.